# Gunilla Berg
Gunilla Linnéa Margareta Berg Strand, född 25 maj 1935 i Helsingborgs Maria församling i dåvarande Malmöhus län, är en svensk regissör.
Gunilla Berg är dotter till KFUM-sekreteraren Erik Berg och Margit Lundén. Efter studier vid Calle Flygare Teaterskola 1956–1958 arbetade hon som skådespelare. 1970 kom hon till Borås stadsteater, där hon debuterade som regissör med Vita horan av Tom Eyen 1973. Hon blev regissör vid Östgötateatern 1979, där hon profilerade sig med Botho Strauss Stor och liten (1979). Vid Stockholms stadsteater regisserade hon Per Olov Enquists Till Fedra (1980) och Margareta Garpes Kameliadamens kärlek och död (1981). Hon introducerade författaren Stephen Poliakoff med hans Skrik för livet (1980) vid ett gästspel i Göteborg följt av Kalldewy (1982) i Stockholm. 1983 blev hon konstnärlig ledare och regissör vid Göteborgs stadsteater. Hon har regisserat Joshu Solbols pjäser Ghettot (1986) i Göteborg och Tystnad – tagning (1987) på Helsingborgs stadsteater. Gunnar E. Sandgrens Lukas 10 gjorde hon för TV 1986.
Hon är sedan 1963 gift med skådespelaren Arne Strand och fick två döttrar mellan 1963 och 1966, den äldre är skådespelaren Marika Strand.

## Teater

### Roller
| År   | Roll      | Produktion                                                   | Regi            | Teater                 |
| ---- | --------- | ------------------------------------------------------------ | --------------- | ---------------------- |
| 1965 | Kvinna II | Isabella (Isabella, tre caravelle e un cacciaballe) Dario Fo | Frank Sundström | Stockholms stadsteater |